# The Deemster
The Deemster è un film muto del 1917 diretto da Howell Hansel.
Nel cast, alla sua seconda prova di attore, anche Alexander Hall che sarebbe poi diventato un noto regista. Nella sua carriera, recitò in soli sei film.

## Produzione
Il film fu prodotto dall'Arrow Film Corporation.

## Distribuzione
Il film uscì nelle sale cinematografiche USA il 15 aprile 1917.